# FK SKA Rostov
Ne doit pas être confondu avec l'autre club de football de la ville, le FK Rostov.
Maillots
Le SKA Rostov (en russe : «СКА» Ростов-на-Дону) est un club russe de football basé à Rostov-sur-le-Don.
Fondé en 1937 par les forces armées, il participe dans un premier temps aux championnats locaux de la région et de la ville avant d'intégrer le championnat soviétique en 1958 et de disputer la première division dès l'année suivante. Il s'établit rapidement comme une équipe récurrente de l'élite soviétique, dont il termine notamment deuxième en 1966. Il remporte par ailleurs la Coupe d'Union soviétique en 1981.
Ses performances sportives déclinent cependant à partir de la fin des années 1980, qui le voit chuter en deuxième puis en troisième division soviétique. À la chute de l'Union soviétique, le club se voit ainsi assigné à la nouvelle troisième division russe. Peinant à réitérer ses succès d'antan, le SKA erre depuis principalement à cet échelon, n'ayant passé que trois saisons en deuxième division et souffrant de multiples troubles financiers et sportifs qui le voient perdre son statut professionnel en 1998 et en 2014. Il évolue en quatrième division depuis la saison 2023-2024.
Le club évolue au stade Rostselmach entre 1958 et 1970 avant d'emménager au stade SKA SKVO en avril 1971. Ses couleurs principales sont le rouge et le bleu.

## Histoire

### Période soviétique (1937-1991)

#### Premières années et débuts dans l'élite (1937-1960)
Le club est fondé au mois d'août 1937 sous le nom RODKA, qui est l'abréviation de « Maison de l'Armée rouge du district de Rostov » (en russe : Ростовский Окружной Дом Красной Армии) et évolue alors à l'échelle régionale et municipale, remportant notamment quatre fois d'affilée le championnat du Caucase du Nord entre 1938 et 1941. Au sortir de la Seconde Guerre mondiale, il change d’appellation en 1946 pour devenir l’ODO, pour Maison des officiers de district (en russe : Окружной Дом Офицеров) et intègre le championnat de la RSFS de Russie avant de remporter la coupe des forces armées soviétiques l'année suivante,. Le club connaît par la suite un nouveau changement de nom en 1957, devenant le SKVO, pour « Club sportif du district militaire » (en russe : Спортивный Клуб Военного Округа), et intègre dès l'année suivante le championnat national en étant assigné à la quatrième zone de la deuxième division. Il y termine alors premier devant le Spartak Erevan et se qualifie pour la phase finale où il finit par l'emporter et accède à la première division dès la saison 1959.
Pour ses débuts dans l'élite, l'équipe effectue une saison positive qui la voit atteindre la quatrième place du championnat, à un point seulement du Dinamo Tbilissi et du podium, et parvient notamment à battre le futur vainqueur le Dynamo Moscou à domicile au mois d'octobre 1959. À la veille de l'exercice 1960, le club est une nouvelle fois renommé et adopte cette fois son nom historique SKA, qui signifie simplement « Club sportif de l'armée » (en russe : Спортивный Клуб Армии). Dans le même temps, le championnat est réorganisé en deux groupes, le SKA étant assigné au groupe A. Il s'y démarque à nouveau comme une des meilleures équipes et atteint même la deuxième place du groupe, loin derrière le Torpedo Moscou mais juste devant le Dynamo Moscou. Cette performance lui permet ainsi de se qualifier pour la phase finale, où il ne peut cependant faire mieux qu'une quatrième place malgré une large victoire 4-0 sur la pelouse du Lokomotiv Moscou en octobre.

#### Âge d'or et relégation (1961-1973)
La compétition poursuivant le format par groupes l'année suivante, le club n'arrive cette fois pas à faire mieux qu'une cinquième place, bien que se démarquant par son attaque prolifique qui inscrit 39 buts en 20 matchs. Il se qualifie ainsi une nouvelle fois pour la phase finale où il termine neuvième et avant-dernier devant le Pakhtakor Tachkent. La saison 1962 est assez similaire, le SKA se plaçant cette fois sixième avant d'atteindre une nouvelle fois la neuvième position au terme de la phase finale. Le retour à un format à groupe unique en 1963 voit le club remonter de manière notable au classement et se classer quatrième en fin d'exercice à un point du podium, il se démarque par ailleurs comme la meilleure attaque du championnat avec 73 buts marqués, incluant notamment une victoire 7-1 contre l'Avangard Kharkov, tandis qu'Oleg Kopaïev termine meilleur buteur du championnat avec 27 buts marqués à lui seul et que Guennadi Matveïev et Viktor Ponedelnik en inscrivent chacun 13. L'année suivante voit l'équipe atteindre une nouvelle fois la quatrième place, bien qu'étant cette fois nettement moins prolifique avec seulement 40 buts inscrits, bien qu'elle enregistre une victoire 7-0 contre le Torpedo Koutaïssi au mois de mai. L'exercice 1965 s'avère quant à lui plus décevant avec septième position, bien que Kopaïev termine une nouvelle fois meilleur buteur en marquant 18 buts.
Le SKA connaît sa meilleure saison lors de l'année 1966 où, sous la direction de Iosif Betsa, il parvient à se hisser pour la seule et unique fois de son histoire sur le podium du championnat, terminant ainsi vice-champion à neuf points du Dynamo Kiev. Cette performance historique amorce cependant le déclin progressive de l'équipe qui retombe dès la saison suivante à la dixième place avant de finir deux fois douzième en 1968 et en 1969, bien que cette dernière année voit Vladimir Proskourine terminer meilleur buteur avec seize buts inscrits tandis que l'équipe atteint la finale de la coupe nationale, où elle cependant vaincue par le Karpaty Lvov. Après une huitième position en 1970, le SKA passe très près de la relégation lors de l'exercice suivant, ne parvenant à se maintenir qu'aux confrontations directes contre le Pakhtakor Tachkent. Il atteint tout de même la même année une nouvelle finale de Coupe, étant cette fois battu par le Spartak Moscou. Finissant douzième en 1972, le club finit finalement par couler l'année suivante en terminant largement dernière du championnat avec seulement onze points en trente matchs, signant sa première relégation de son histoire après quinze saisons de suite dans l'élite.

#### Période d'ascenseur et chute sportive (1974-1991)
Son retour au deuxième échelon est cependant de très courte durée, l'équipe parvenant à se remettre en marche et à atteindre la deuxième place de la compétition derrière le Lokomotiv Moscou. Il ne parvient cependant pas à se maintenir à l'échelon supérieur, étant une nouvelle fois rapidement largué au classement avant de finir dernier en 1975. Cette nouvelle descente est plus difficile à digérer pour le SKA qui passe les deux saisons en milieu de classement. Il connaît cependant une nouvelle dynamique positive en 1978 qui lui permet de se hisser en deuxième position derrière le Krylia Sovetov Kouïbychev pour retrouver une nouvelle fois l'élite. Le club parvient cette fois à continuer sur sa lancée, se maintenant à l'issue de la saison 1979 avant de finir neuvième l'année suivante, notamment porté par le prolifique Sergueï Andreïev qui termine meilleur buteur du championnat avec 20 buts inscrits. Cette bonne phase s'estompe cependant en 1981 et, malgré une victoire en coupe face au Spartak Moscou, l'équipe termine finalement seizième et est une nouvelle fois reléguée. La victoire du club en coupe le voit par ailleurs prendre part à sa seule et unique compétition européenne en disputant la Coupe des coupes en fin d'année 1981, où il parvient à éliminer l'équipe turque de l'Ankaragücü avant de chuter au deuxième tour contre l'Eintracht Francfort.
Retrouvant la deuxième division en 1982, le SKA n'arrive dans un premier temps pas à lutter pour la promotion et termine onzième. L'année suivante est bien plus probante et l'équipe parvient une nouvelle fois à se hisser à la deuxième position, derrière le Kaïrat Almaty, pour sa troisième promotion en neuf ans. Pour ce quatrième et dernier passage dans l'élite, le club arrive dans un premier temps à se maintenir de peu en 1984 à la faveur d'une quatorzième place, tandis qu'Andreïev est une nouvelle fois nommé meilleur buteur avec 19 réalisation, avant de chuter l'année suivante en finissant largement dernière. Cette dernière descente amorce une chute progressive du club, qui ne parvient plus à concourir pour la promotion à partir de là et débouche même en 1989 sur une vingtième place synonyme de relégation. La spirale négative se poursuit l'année suivante en troisième division où le club termine vingtième du groupe Centre et tombe cette fois en quatrième division pour la saison 1991, six ans à peine après son dernier passage dans l'élite. Sa dernière saison soviétique débouche sur une dixième position dans la quatrième zone.

### Période russe (depuis 1992)

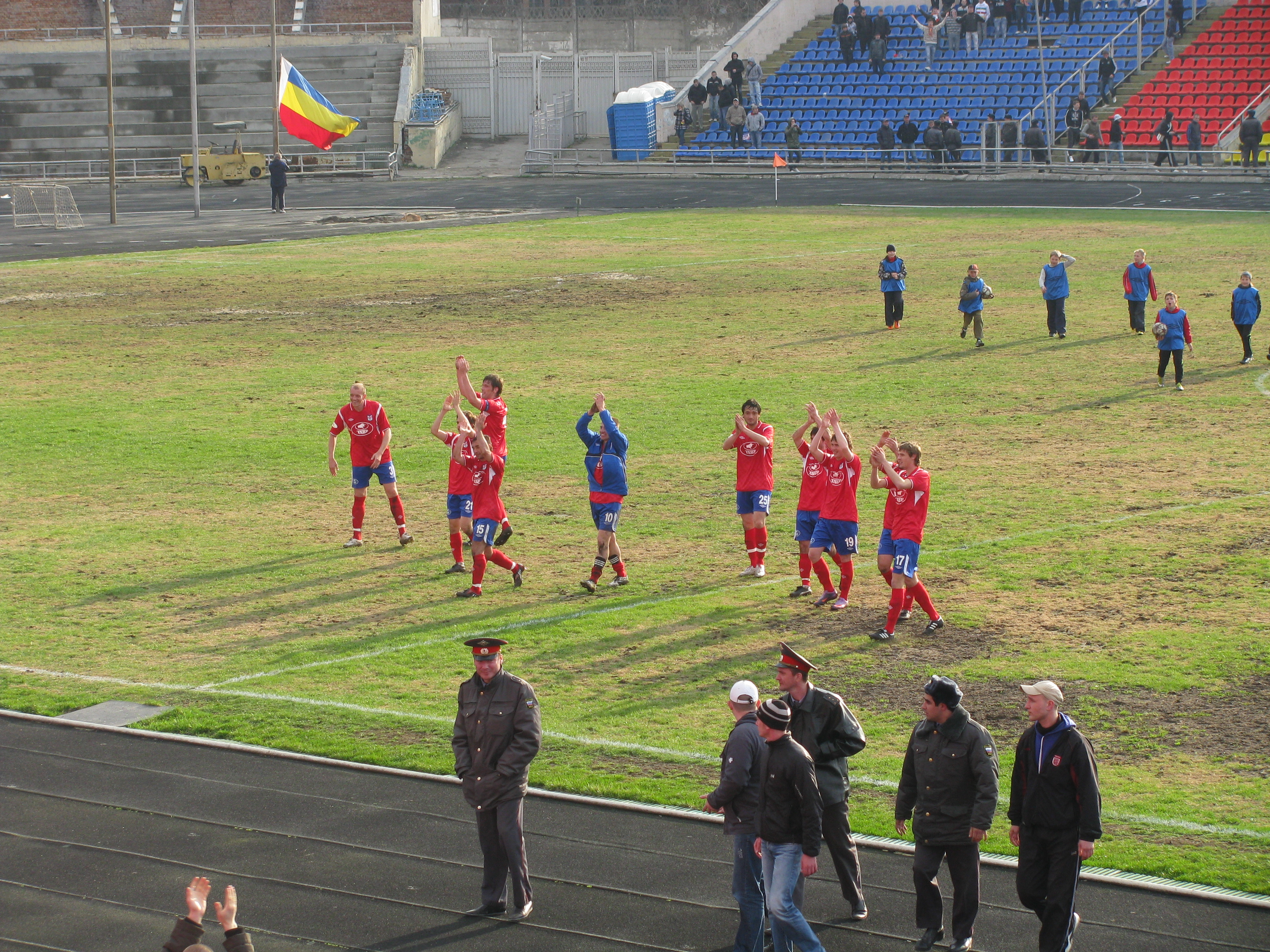
Rencontre entre le SKA et le MITOS Novotcherkassk en avril 2011.

La chute de l'Union soviétique à la fin de l'année 1991 amène à une réorganisation des championnats dans les anciennes républiques soviétiques. Ainsi, du fait de son placement à ce moment-là, le SKA se trouve assigné au sein de la deuxième zone de la nouvelle troisième division russe pour la saison 1992. Il y effectue une année relativement positive qui le voit finalement atteindre la troisième place derrière l'Avangard Kamychine au nombre de victoires remportées, et échouant ainsi à la promotion de ce fait. Après un exercice 1993 plus décevant avec une douzième place au terme de la saison, il est dans la foulée victime de la réorganisation du championnat et de la création d'quatrième division professionnelle qui amène ainsi à sa relégation. L'équipe s'en remet cependant très vite et accède à la promotion dès l'année suivante en terminant deuxième de la deuxième zone, derrière le Volgar Astrakhan. Elle est par la suite placée au sein du groupe Ouest du troisième échelon, où elle passe trois saisons relativement décevantes au bas de classement, malgré une neuvième place en 1996, qui débouchent sur une nouvelle relégation l'année suivante. Son passage à l'échelon inférieur est cependant tout aussi bref que le dernier, le club finissant largement premier du groupe Sud, terminant notamment la saison invaincu.
Le replacement du SKA au sein du nouveau groupe Sud en 1999 s'accompagne d'une remontée nette de ses performances, celui-ci terminant cette saison en deuxième position derrière le Kouban Krasnodar, une situation qui se répète l'année suivante, l'équipe finissant cette fois deuxième en ayant amassé pas moins de 98 points en 38 matchs. La promotion du Kouban à l'issue de cette dernière saison laisse finalement le champ libre au club pour dominer nettement la compétition, terminant cette fois largement premier au terme de l'exercice 2001 avec le même nombre de points que l'année précédente, qui donne cette fois une avance de douze points sur son dauphin le Dinamo Stavropol. Il est par la suite opposé au Svetotekhnika Saransk lors des barrages de promotion, obtenant un match nul 1-1 à l'extérieur avant de l'emporter 1-0 à Rostov lors du match retour, lui permettant ainsi de découvrir la deuxième division russe et de retrouver cet échelon pour la première fois en treize ans lors de la saison 2002. Ce retour ne dure cependant pas, l'équipe terminant l'année en avant-dernière position, synonyme de relégation.
Retrouvant donc le troisième niveau en 2003, le club y connaît une période de stagnation le voyant finir loin des places de promotion. Il se reprend finalement lors de la saison 2006 qui voit le SKA atteindre la deuxième place du groupe Sud, à deux points du Spartak Vladikavkaz, qui profite par la suite du retrait du Dinamo Makhatchkala pour s'assurer une nouvelle montée en deuxième division. Parvenant de peu à se maintenir en 2007, l'équipe termine ensuite la saison suivante à la treizième position, à un point seulement d'une relégation sportive. Le club connaît cependant au même moment de graves difficultés financières qui l'amènent finalement à se retirer volontairement de la compétition pour retrouver la troisième division en 2009. Il stagne par la suite pendant trois saisons en bas de classement au sein de la troisième division, terminant même dernier en 2012. Dans le même temps, ses difficultés financières ne s'améliorent pas, amenant finalement au retrait du SKA de la compétition en 2013 et à la dissolution du club dans la foulée. Au mois de juin suivant, le vainqueur du groupe Sud de la quatrième division, le Dinamo Rostov, décide de reprendre l'identité du club pour la saison 2013-2014, adoptant cependant l'appellation SKVO pour des raisons légales. Après avoir terminé huitième du groupe Sud pour sa première saison au troisième échelon, la nouvelle équipe se trouve également confrontée à des problèmes financiers qui amènent à son exclusion de la compétition dès le mois de juin 2014. Alors relégué au quatrième niveau, elle termine facilement première de son groupe à la fin de l'année et réintègre finalement la troisième division en mars 2015 pour la saison 2015-2016, reprenant dans la foulée le nom SKA et se maintenant depuis à cet échelon.
En octobre 2019, le rappeur Basta (Vasily Vakulenko) est devenu propriétaire du FC SKA, qui a payé toutes les dettes du club et y a investi 10 millions de roubles. En outre, Rostec Group of Companies et Alexander Nazarov ont participé à la renaissance du club.

## Bilan sportif

### Palmarès
| Période russe | Période soviétique |
| - Coupe de Russie - Huitièmes de finale : 2008. - Championnat de Russie de D2 - Treizième : 2008. - Championnat de Russie de D3 - Vainqueur de groupe : 2001. - Championnat de Russie amateur - Vainqueur de groupe : 1998 et 2014. | - Championnat d'Union soviétique - Vice-champion : 1966. - Coupe d'Union soviétique (1) - Vainqueur : 1981. - Finaliste : 1969 et 1971. - Championnat d'Union soviétique de D2 (1) - Vainqueur de la phase finale : 1958. - Vainqueur de groupe : 1958. - Vice-champion : 1974, 1978 et 1983. |

### Classements en championnat
La frise ci-dessous résume les classements successifs du club en championnat d'Union soviétique.
La frise ci-dessous résume les classements successifs du club en championnat de Russie.

### Bilan par saison
Légende
- Vainqueur de la compétition.
- Deuxième ou finaliste de la compétition.
- Promotion en division supérieure.
- Relégation en division inférieure.

#### Période soviétique
| Saison | Championnat | Championnat | Championnat | Championnat | Championnat | Championnat | Championnat | Championnat | Championnat | Championnat | Coupe d'URSS        |
| Saison | Division    | Pos         | Pts         | J           | V           | N           | D           | BP          | BC          | Diff        | Coupe d'URSS        |
| ------ | ----------- | ----------- | ----------- | ----------- | ----------- | ----------- | ----------- | ----------- | ----------- | ----------- | ------------------- |
| 1958   | 2e Zone 4   | 1er         | 43          | 30          | 18          | 7           | 5           | 72          | 24          | +46         | Barrages Q          |
| 1959   | 1re         | 4e          | 26          | 22          | 11          | 4           | 7           | 37          | 31          | +6          | —                   |
| 1960   | 1re         | 4e          | 35          | 30          | 11          | 13          | 6           | 46          | 39          | +7          | Huitièmes de finale |
| 1961   | 1re         | 9e          | 30          | 30          | 11          | 8           | 11          | 54          | 36          | +18         | Quarts de finale    |
| 1962   | 1re         | 9e          | 17          | 22          | 4           | 9           | 9           | 25          | 37          | -12         | Quarts de finale    |
| 1963   | 1re         | 4e          | 47          | 38          | 20          | 7           | 11          | 73          | 40          | +33         | Seizièmes de finale |
| 1964   | 1re         | 4e          | 38          | 32          | 16          | 6           | 10          | 40          | 28          | +12         | Huitièmes de finale |
| 1965   | 1re         | 7e          | 34          | 32          | 10          | 14          | 8           | 42          | 35          | +7          | Seizièmes de finale |
| 1966   | 1re         | 2e          | 47          | 36          | 20          | 7           | 9           | 54          | 44          | +10         | Seizièmes de finale |
| 1967   | 1re         | 10e         | 34          | 36          | 13          | 8           | 15          | 39          | 42          | -3          | Seizièmes de finale |
| 1968   | 1re         | 12e         | 33          | 38          | 11          | 11          | 16          | 44          | 48          | -4          | Seizièmes de finale |
| 1969   | 1re         | 12e         | 19          | 26          | 6           | 7           | 13          | 23          | 37          | -14         | Finale              |
| 1970   | 1re         | 8e          | 33          | 32          | 9           | 15          | 8           | 28          | 29          | -1          | Seizièmes de finale |
| 1971   | 1re         | 14e         | 26          | 30          | 9           | 8           | 13          | 35          | 43          | -8          | Finale              |
| 1972   | 1re         | 12e         | 26          | 30          | 8           | 10          | 12          | 31          | 35          | -4          | Quarts de finale    |
| 1973   | 1re         | 16e         | 11          | 30          | 3           | 9           | 18          | 19          | 43          | -24         | Seizièmes de finale |
| 1974   | 2e          | 2e          | 51          | 38          | 21          | 9           | 8           | 64          | 35          | +29         | Huitièmes de finale |
| 1975   | 1re         | 16e         | 16          | 30          | 4           | 8           | 18          | 23          | 50          | -27         | Seizièmes de finale |
| 1976   | 2e          | 12e         | 36          | 38          | 13          | 10          | 15          | 41          | 43          | -2          | Seizièmes de finale |
| 1977   | 2e          | 10e         | 36          | 38          | 12          | 12          | 14          | 43          | 48          | -5          | Seizièmes de finale |
| 1978   | 2e          | 2e          | 54          | 38          | 20          | 14          | 4           | 64          | 35          | +29         | Seizièmes de finale |
| 1979   | 1re         | 15e         | 24          | 34          | 8           | 14          | 12          | 37          | 50          | -13         | Phase de groupes    |
| 1980   | 1re         | 9e          | 32          | 34          | 11          | 10          | 13          | 41          | 47          | -6          | Huitièmes de finale |
| 1981   | 1re         | 16e         | 26          | 34          | 8           | 10          | 16          | 39          | 58          | -19         | Vainqueur           |
| 1982   | 2e          | 11e         | 42          | 42          | 16          | 10          | 16          | 59          | 52          | +7          | Huitièmes de finale |
| 1983   | 2e          | 2e          | 58          | 42          | 23          | 13          | 6           | 73          | 36          | +37         | Huitièmes de finale |
| 1984   | 1re         | 14e         | 27          | 34          | 10          | 7           | 17          | 48          | 58          | -10         | Huitièmes de finale |
| 1985   | 1re         | 18e         | 21          | 34          | 7           | 7           | 20          | 36          | 60          | -24         | Seizièmes de finale |
| 1986   | 2e          | 15e         | 43          | 46          | 16          | 11          | 19          | 54          | 51          | +3          | Seizièmes de finale |
| 1987   | 2e          | 11e         | 39          | 42          | 16          | 7           | 19          | 40          | 56          | -16         | 32es de finale      |
| 1988   | 2e          | 9e          | 42          | 42          | 16          | 10          | 16          | 57          | 64          | -7          | 32es de finale      |
| 1989   | 2e          | 20e         | 32          | 42          | 10          | 12          | 20          | 53          | 76          | -23         | 64es de finale      |
| 1990   | 3e Centre   | 20e         | 33          | 42          | 14          | 5           | 23          | 47          | 63          | -16         | 64es de finale      |
| 1991   | 4e Zone 4   | 10e         | 46          | 42          | 19          | 8           | 15          | 62          | 40          | +22         | Seizièmes de finale |

#### Période russe
| Saison    | Championnat | Championnat | Championnat | Championnat | Championnat | Championnat | Championnat | Championnat | Championnat | Championnat | Coupe de Russie     |
| Saison    | Division    | Pos         | Pts         | J           | V           | N           | D           | BP          | BC          | Diff        | Coupe de Russie     |
| --------- | ----------- | ----------- | ----------- | ----------- | ----------- | ----------- | ----------- | ----------- | ----------- | ----------- | ------------------- |
| 1992      | 3e Zone 2   | 3e          | 63          | 42          | 27          | 9           | 6           | 101         | 31          | +70         | —                   |
| 1993      | 3e Zone 2   | 12e         | 25          | 30          | 12          | 1           | 17          | 45          | 47          | -2          | 64es de finale      |
| 1994      | 4e Zone 2   | 2e          | 44          | 32          | 20          | 4           | 8           | 44          | 26          | +18         | 128es de finale     |
| 1995      | 3e Ouest    | 17e         | 44          | 42          | 12          | 8           | 22          | 42          | 81          | -39         | 256es de finale     |
| 1996      | 3e Ouest    | 9e          | 56          | 38          | 17          | 5           | 16          | 49          | 67          | -18         | 256es de finale     |
| 1997      | 3e Ouest    | 18e         | 33          | 38          | 9           | 6           | 23          | 38          | 75          | -37         | 256es de finale     |
| 1998      | 4e Sud      | 1er         | 66          | 24          | 21          | 3           | 0           | 83          | 22          | +61         | 32es de finale      |
| 1999      | 3e Sud      | 2e          | 82          | 36          | 25          | 7           | 4           | 71          | 28          | +43         | —                   |
| 2000      | 3e Sud      | 2e          | 98          | 38          | 32          | 2           | 4           | 104         | 16          | -88         | 128es de finale     |
| 2001      | 3e Sud      | 1er         | 98          | 38          | 32          | 2           | 4           | 110         | 27          | +83         | 64es de finale      |
| 2002      | 2e          | 17e         | 31          | 34          | 8           | 7           | 19          | 38          | 62          | -24         | 64es de finale      |
| 2003      | 3e Sud      | 5e          | 69          | 38          | 21          | 6           | 11          | 58          | 37          | +21         | 32es de finale      |
| 2004      | 3e Sud      | 13e         | 33          | 32          | 8           | 9           | 15          | 34          | 47          | -13         | 256es de finale     |
| 2005      | 3e Sud      | 11e         | 20          | 24          | 4           | 8           | 12          | 25          | 47          | -22         | Tour préliminaire   |
| 2006      | 3e Sud      | 2e          | 82          | 32          | 26          | 4           | 2           | 74          | 17          | +57         | 128es de finale     |
| 2007      | 2e          | 17e         | 53          | 42          | 14          | 11          | 17          | 50          | 60          | -10         | 256es de finale     |
| 2008      | 2e          | 13e         | 58          | 42          | 15          | 13          | 14          | 52          | 50          | +2          | Seizièmes de finale |
| 2009      | 3e Sud      | 12e         | 42          | 34          | 11          | 9           | 14          | 49          | 61          | -12         | Huitièmes de finale |
| 2010      | 3e Sud      | 14e         | 36          | 32          | 9           | 9           | 14          | 34          | 39          | -5          | 128es de finale     |
| 2011-2012 | 3e Sud      | 18e         | 28          | 34          | 8           | 4           | 22          | 26          | 59          | -33         | 128es de finale     |
| 2011-2012 | 3e Sud      | 18e         | 28          | 34          | 8           | 4           | 22          | 26          | 59          | -33         | 128es de finale     |
| 2012-2013 | 3e Sud      | 17e         | 6           | 32          | 1           | 3           | 28          | 6           | 82          | -76         | 128es de finale     |
| 2013-2014 | 3e Sud      | 8e          | 50          | 34          | 13          | 11          | 10          | 39          | 30          | +9          | 256es de finale     |
| 2014      | 4e Sud      | 1er         | 46          | 20          | 15          | 1           | 4           | 53          | 17          | +36         | —                   |
| 2015-2016 | 3e Sud      | 6e          | 38          | 26          | 11          | 5           | 10          | 34          | 24          | +10         | 32es de finale      |
| 2016-2017 | 3e Sud      | 8e          | 40          | 30          | 10          | 10          | 10          | 31          | 33          | -2          | 64es de finale      |
| 2017-2018 | 3e Sud      | 8e          | 44          | 32          | 12          | 8           | 12          | 40          | 38          | +2          | 128es de finale     |
| 2018-2019 | 3e Sud      | 13e         | 24          | 28          | 5           | 9           | 14          | 19          | 33          | -14         | 128es de finale     |
| 2019-2020 | 3e Sud      | 8e          | 26          | 19          | 7           | 5           | 7           | 25          | 25          | 0           | 256es de finale     |
| 2020-2021 | 3e Groupe 1 | 5e          | 59          | 32          | 18          | 5           | 9           | 70          | 34          | +36         | 128es de finale     |
| 2021-2022 | 3e Groupe 1 | 2e          | 76          | 32          | 24          | 4           | 4           | 71          | 22          | +49         | 128es de finale     |
| 2022-2023 | 3e Groupe 1 | 7e          | 32          | 18          | 9           | 5           | 4           | 22          | 16          | +6          | 64es de finale      |
| 2023-2024 | 4e Groupe 1 | en cours    | en cours    | en cours    | en cours    | en cours    | en cours    | en cours    | en cours    | en cours    | 32es de finale      |

### Bilan européen
Le SKA prend part à sa seule et unique compétition européenne en 1981, année qui le voit participer à la Coupe des coupes. Opposés aux Turcs de l'Ankaragücü lors du premier tour, les Rostoviens l'emportent dans un premier temps 3-0 chez eux avant de s'imposer 2-0 en Turquie pour assurer leur qualification sur le score cumulé de 5-0, avec notamment deux buts de Sergueï Andreïev et d'Oleksandr Zavarov, le cinquième venant quant à lui d'Aleksandr Vorobiov (en).
Le deuxième tour voit le SKA affronter l'équipe allemande de l'Eintracht Francfort. Victorieux lors du match aller grâce à un but de Sergueï Yachine (ru), les Soviétiques sont rapidement menés lors du match retour sur un but de Bruno Pezzey à la troisième minute avant que Werner Lorant n'inscrive le but de l'élimination sur penalty à la trente-neuvième minute de jeu.
Note : dans les résultats ci-dessous, le score du club est toujours donné en premier.
| Saison    | Compétition      | Tour                | Club                | Domicile | Extérieur | Total |
| --------- | ---------------- | ------------------- | ------------------- | -------- | --------- | ----- |
| 1981-1982 | Coupe des coupes | Seizièmes de finale | Ankaragücü          | 3 - 0    | 2 - 0     | 5 - 0 |
| 1981-1982 | Coupe des coupes | Huitièmes de finale | Eintracht Francfort | 1 - 0    | 0 - 2     | 1 - 2 |

Légende
- Victoire ou qualification pour le tour suivant
- Match nul
- Défaite ou élimination de la compétition

## Personnalités du club

### Entraîneurs
La liste suivante présente les différents entraîneurs du club depuis 1954,.
- Ilia Riasnoï (1954-1956)
- Piotr Chtcherbatenko (ru) (1958-1961)
- Viktor Maslov (1962-1963)
- Iosif Betsa (1964-1967)
- Grigori Pinaïtchev (en) (1968)
- Guennadi Matveïev (1969-1970)
- Iosif Betsa (janvier 1971-avril 1972)
- Boris Iakovlev (ru) (avril 1972-décembre 1973)
- Iosif Betsa (janvier 1974-juillet 1975)
- Nikolaï Glebov (ru) (septembre 1975-décembre 1975)
- Iouri Mosaliov (ru) (1976)
- Nikolaï Samarine (ru) (1977-1979)
- German Zonine (1980)
- Vladimir Fedotov (mars 1981-août 1982)
- Alekseï Ieskov (septembre 1982-décembre 1982)
- Piotr Choubine (en) (1983-1984)
- Anatoli Polossine (en) (janvier 1985-juillet 1985)
- Alekseï Ieskov (juillet 1985-décembre 1985)
- Vladimir Fedotov (janvier 1986-mai 1987)
- Pavel Goussev (1988-1989)
- Iosif Betsa (1989-juin 1990)
- Iouri Pshenichnikov (juillet 1990-décembre 1990)
- Aleksandr Toumassian (1991)
- Viktor Bondarenko (1991)
- Aleksandr Plechakov (1993)
- Valeri Sinaou (1994-1995)
- Boris Streltsov (1995)
- Aleksandr Toumassian (1996)
- Sergueï Chvetsov (1997)
- Aleksandr Toumassian (1999-2002)
- Ievgueni Perevertaïlo (2005)
- Arseni Naïdionov (2005)
- Sergueï Andreïev (décembre 2005-septembre 2006)
- Viktor Bondarenko (septembre 2006-décembre 2006)
- František Komňacký (février 2007-octobre 2007)
- Guennadi Stiopouchkine (2007-2008)
- Badri Spanderashvili (janvier 2009-juin 2009)
- Igor Khankeïev (juin 2009-avril 2012)
- Aleksandr Lyssiak (mai 2012-juin 2012)
- Andreï Kozlov (juillet 2012-février 2015)
- Mikhaïl Kouprianov (mai 2015-décembre 2017)
- Kamil Baïramov (décembre 2017-août 2018)
- Guennadi Stiopouchkine (août 2018-septembre 2019)
- Vladimir Oussine (septembre 2019-)

### Joueurs emblématiques
La liste suivante présente les joueurs ayant obtenu des distinctions individuelles notables durant leur passage au club ainsi que ceux listés parmi les « étoiles du SKA » (russe : Звезды СКА) sur le site officiel du club. La grande majorité d'entre eux ont joué pour le club durant son « âge d'or » entre les années 1960 et 1980.
| Nom                  | Période au club     | Performances |
| -------------------- | ------------------- | --- |
| Alekseï Botcharov    | 1954 1956-1962      | Étoile du SKA. |
| Viktor Kiktev        | 1957-1962           | Étoile du SKA. |
| Iouri Mosaliov       | 1958-1963           | Étoile du SKA. Liste des 33 meilleurs joueurs du championnat soviétique en 1959 et 1961.                                                                        |
| Anatoly Tchertkov    | 1958-1967           | Étoile du SKA. Liste des 33 meilleurs joueurs du championnat soviétique en 1960.                                                                                |
| Viktor Ponedelnik    | 1959-1965           | Étoile du SKA. Meilleur buteur et vainqueur du championnat d'Europe en 1960. Liste des 33 meilleurs joueurs du championnat soviétique en 1959 et 1963.          |
| Iouri Chikounov      | 1959-1967           | Étoile du SKA. Liste des 33 meilleurs joueurs du championnat soviétique en 1960 et 1961.                                                                        |
| Oleg Kopaïev         | 1959-1968           | Étoile du SKA. Meilleur buteur du championnat soviétique en 1963 et 1965. Liste des 33 meilleurs joueurs du championnat soviétique en 1963, 1965 et 1966.       |
| Guennadi Matveïev    | 1959-1968           | Étoile du SKA. Liste des 33 meilleurs joueurs du championnat soviétique en 1966.                                                                                |
| Valentin Afonine     | 1961-1967 1971-1973 | Étoile du SKA. Liste des 33 meilleurs joueurs du championnat soviétique en 1968, 1969 et 1970.                                                                  |
| Viktor Getmanov      | 1962-1972           | Étoile du SKA. Liste des 33 meilleurs joueurs du championnat soviétique en 1965 et 1966.                                                                        |
| Alekseï Ieskov       | 1963-1973           | Étoile du SKA. Liste des 33 meilleurs joueurs du championnat soviétique en 1967 et 1969.                                                                        |
| Boris Serostanov     | 1968-1973           | Liste des 33 meilleurs joueurs du championnat soviétique en 1971 et 1972.                                                                                       |
| Vladimir Proskourine | 1969-1970           | Meilleur buteur du championnat soviétique en 1969. |
| Lev Koudassov        | 1969-1973           | Liste des 33 meilleurs joueurs du championnat soviétique en 1970.                                                                                               |
| Valeri Gontcharov    | 1973-1985           | Étoile du SKA. |
| Pavel Goussev        | 1976-1982           | Étoile du SKA. |
| Sergueï Andreïev     | 1978-1985           | Étoile du SKA. Meilleur buteur du championnat soviétique en 1980 et 1984. Liste des 33 meilleurs joueurs du championnat soviétique en 1979, 1980, 1981 et 1984. |
| Aleksandr Vorobiov   | 1978-1989           | Étoile du SKA. Liste des 33 meilleurs joueurs du championnat soviétique en 1984.                                                                                |

## Identité du club

### Historique du logo
La galerie suivante liste les différents logos connus du club au cours de son existence.

Années 1960
Années 1960-1972
1973-1980
1981-1983
1984-1997
1998-2001
2009-juillet 2013
juillet 2013-mars 2015
depuis mars 2015

### Rivalité avec le FK Rostov
Le SKA Rostov entretient une forte rivalité avec l'autre grand club de la ville, le FK Rostov. Cette rivalité est principalement notable de par le faible nombre de confrontations, quinze en tout, entre les deux équipes dont les destins sportifs ont toujours été opposés. En effet, durant la période soviétique, le SKA évoluait régulièrement en première division, remportant même une Coupe d'URSS en 1981, tandis que ce qui était alors le Rostselmach végétait quant à lui dans les divisions inférieures. Les deux situations s'inversent complètement après la dissolution de l'Union soviétique et la réorganisation du football en Russie, qui attribue au Rostselmach une place d'office en première division tandis que le SKA est quant à lui envoyé en troisième division. Le premier parvient par la suite à s'imposer comme une équipe récurrente de l'élite russe alors que le second rencontre de fortes difficultés sportives et financières, perdant même le statut professionnel par deux fois et n'atteignant la deuxième division qu'à deux reprises avant de retomber rapidement.
Les premières confrontations entre les deux clubs ont lieu en 1950 dans la zone Sud du championnat de la RSFS de Russie. Ils ne se rencontrent à nouveau qu'en 1964 dans le cadre de la Coupe d'URSS, qui voit le SKA l'emporter 2-1. Le plus grand nombre de ces derbys a lieu entre 1986 et 1989, période où les deux équipes évoluent dans la deuxième division soviétique. Huit de leurs quinze confrontations ont ainsi lieues à ce moment-là. Après la fin de l'Union soviétique, les deux ne se rencontrent plus que trois fois, une fois en 2007 en Coupe de Russie, confrontation remportée cette fois par le FK Rostov, et deux fois en 2008 dans le cadre de la deuxième division.
Durant la présidence de l'homme d'affaires Ivan Savvidis (en) entre 2002 et 2005, celui-ci évoque notamment l'idée d'une fusion entre le FK Rostov et le SKA Rostov dans l'optique de créer une équipe unie pour la ville et la région. Cette proposition rencontre l'hostilité des supporters des deux clubs et est rapidement abandonnée après le départ de Savvidis.